# Naveta spațială Atlantis

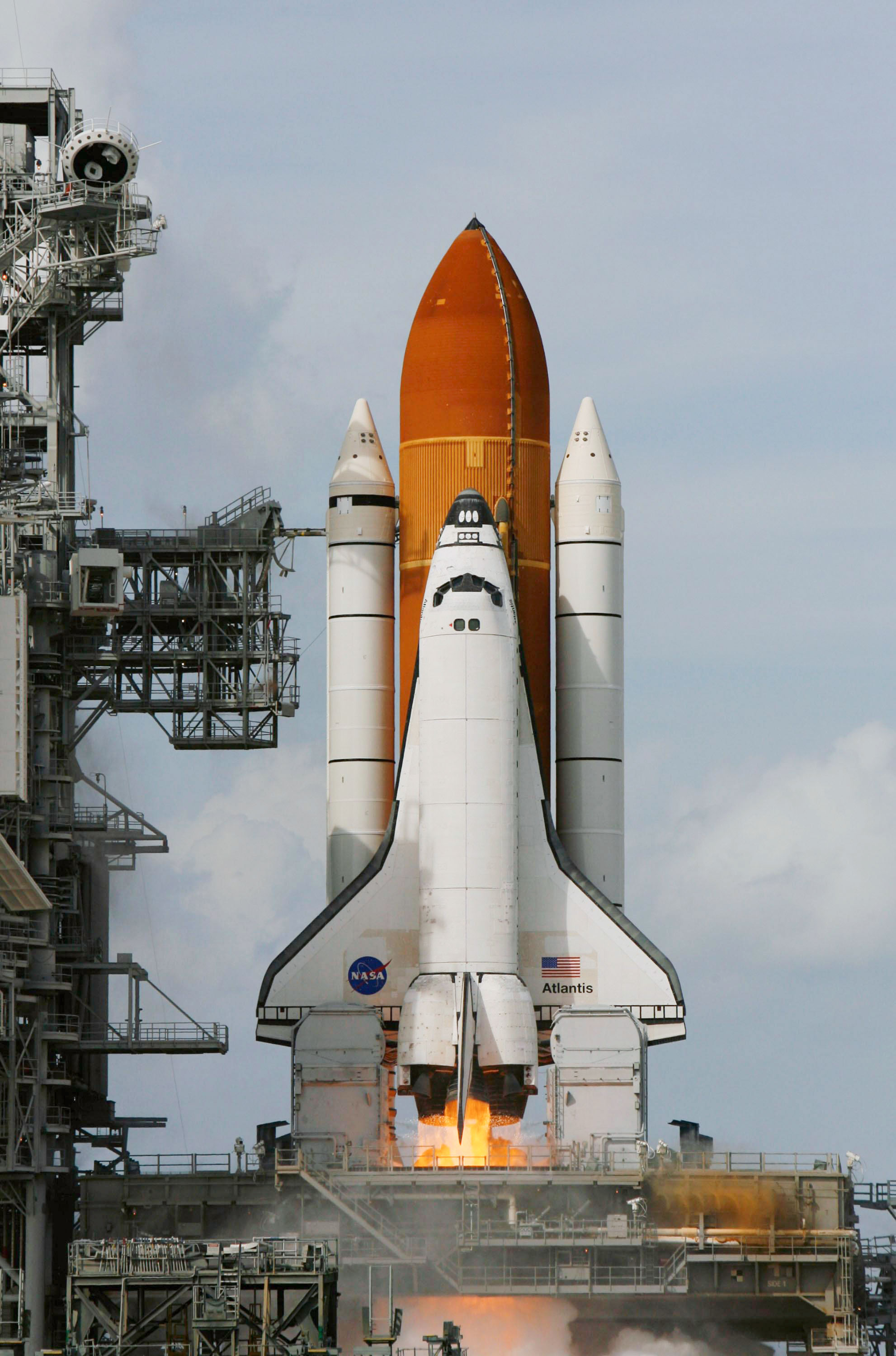
Atlantis la lansarea misiunii STS-122

Naveta spațială Atlantis este una dintre navetele flotei NASA. A fost a patra navetă operațională construită. După dezastrele navetelor spațiale Challenger și Columbia, a rămas una din cele trei navete operaționale ale flotei. Celelalte două sunt Discovery și Endeavour.

## Istorie
Atlantis a făcut primul zbor în octombrie 1985, îndeplinind activități militare. În 1989, Atlantis a lansat două sonde spațiale, Magellan și Galileo, iar în 1991 a lansat Observatorul Compton în domeniul gamma.
Începând din 1995, Atlantis a realizat șapte zboruri direct către Stația Spațială Mir. În timpul celui de-al doilea, a furnizat un modul de cuplare, iar în restul zborurilor s-au efectuat schimbări de echipaj din Stația Spațială.
Din noiembrie 1997 și până în iulie 1999, Atlantis a fost supusă unor operațiuni de întreținere, cuprinzând aproximativ 165 modificări, incluzând sistemul de comandă modern, bazat pe display-uri LCD. De atunci, a efectuat încă șase zboruri, toate către Stația Spațială Internațională SSI.
NASA programase cea de-a 27-a lansare a lui Atlantis pentru 2005, în perioada 9 - 24 septembrie. S-a determinat însă că ar fi fost periculos, iar perioada de lansare a fost ratată, cu toate complicațiile lansării misiunii STS-114 cu ajutorul lui Discovery. Atlantis a fost numită naveta de salvare STS-300 pentru misiunea STS-114. Atlantis era programată să susțină misiunea STS-121, dar a fost înlocuită cu Discovery.
După o pauză de patru ani, Atlantis a fost lansată din nou pe orbită (misiunea STS-115), transportând către Stația Spațială Internațională șase astronauți, segmentul P3/P4 și panouri solare.

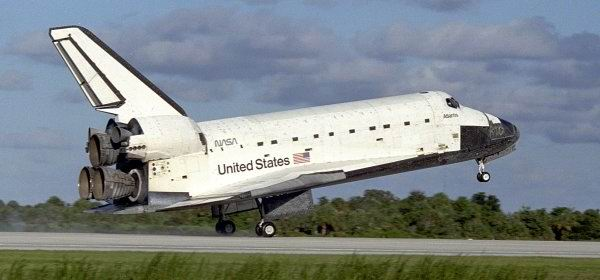
Atlantis, aterizând în 1991, la sfârșitul lui STS-86.

## Zboruri
A făcut 32 zboruri, petrecând 294 zile în spațiu, completând 4,648 orbite. A parcurs 194,168,813 km (decembrie 2010).

| Data               | Denumire | Note |
| ------------------ | -------- | --- |
| 3 octombrie 1985   | STS-51-J | Prima misiune a lui Atlantis, rezervată Departamentului (Ministerului) de Apărare. |
| 26 noiembrie 1985  | STS-61-B | Trei sateliți de comunicații lansați: MORELOS-B, AUSSAT-2 și SATCOM KU-2. |
| 2 decembrie 1988   | STS-27   | Misiune rezervată Ministerului de Apărare. |
| 4 mai 1989         | STS-30   | A lansat sonda spațială Magellan. |
| 18 octombrie 1989  | STS-34   | A lansat sonda spațială Galileo. |
| 28 februarie 1990  | STS-36   | Misiune rezervată Ministerului de Apărare. |
| 15 noiembrie 1990  | STS-38   | Misiune reservată Ministerului de Apărare. |
| 5 aprilie 1991     | STS-37   | A lansat Observatorul Compton cu raze Gamma. |
| 2 august 1991      | STS-43   | A lansat TDRS-5. |
| 24 noiembrie 1991  | STS-44   | Misiune rezervată Ministerului de Apărare. |
| 24 martie 1992     | STS-45   | A transportat prima misiune a Laboratorului Atmosferic pentru Aplicații și Știință (ATLAS).                                                                                               |
| 31 iulie 1992      | STS-46   | A lansat ESA European Retrievable Carrier și NASA Tethered Satellite System. |
| 3 noiembrie 1994   | STS-66   | A transportat a treia misiune ATLAS. |
| 29 iunie 1995      | STS-71   | Prima cuplare cu Stația Spațială Mir. |
| 12 noiembrie 1995  | STS-74   | A transporat modul de cuplare către Mir. |
| 22 martie 1996     | STS-76   | Întâlnire cu Mir, incluzând transfer de echipaj al lui Shannon Lucid. |
| 16 septembrie 1996 | STS-79   | Întâlnire cu Mir, incluzând transfer de echipaj al lui Shannon Lucid și John Blaha. |
| 12 ianuarie 1997   | STS-81   | Întâlnire cu Mir, incluzând transfer de echipaj al lui John Blaha și Jerry Linenger. |
| 15 mai 1997        | STS-84   | Întâlnire cu Mir, incluzând transfer de echipaj al lui Jerry Linenger și Michael Foale.                                                                                                   |
| 25 septembrie 1997 | STS-86   | Întâlnire cu Mir, incluzând transfer de echipaj al lui Michael Foale și David A. Wolf. |
| 19 mai 2000        | STS-101  | Misiune de furnizare de provizii către Stația Spațială Internațională. |
| 8 septembrie 2000  | STS-106  | Misiune de furnizare de provizii către Stația Spațială Internațională. |
| 7 februarie 2001   | STS-98   | Misiune de asamblare a Stației Spațiale Internaționale (a cărat și asamblat Laboratorul Destiny).                                                                                         |
| 12 iulie 2001      | STS-104  | Misiune de asamblare a Stației Spațiale Internaționale (a cărat și asamblat Quest Joint Airlock).                                                                                         |
| 8 aprilie 2002     | STS-110  | Misiune de asamblare a Stației Spațiale Internaționale (a cărat și asamblat segmentul S0).                                                                                                |
| 7 octombrie 2002   | STS-112  | Misiune de asamblare a Stației Spațiale Internaționale (a cărat și asamblat segmentul S1).                                                                                                |
| 9 septembrie 2006  | STS-115  | Misiune de furnizare de provizii și asamblare a Stației Spațiale Internaționale (a cărat și asamblat segmentul P3/P4).                                                                    |
| 8 iunie 2007       | STS-117  | Misiune de furnizare de provizii, transfer de echipaj și asamblare a Stației Spațiale Internaționale (a cărat și asamblat segmentul S3/S4).                                               |
| 7 februarie 2008   | STS-122  | Misiune de asamblare a Stației Spațiale Internaționale (a cărat și asamblat Laboratorul European Columbus).                                                                               |
| 11 mai 2009        | STS-125  | Misiune de reparare și îmbunătățire a Telescopului Spațial Hubble; singura misiune din program care nu a beneficiat de Stația Spațială Internațională drept loc sigur în caz de probleme. |
| 16 noiembrie 2009  | STS-129  | Misiune de furnizare de provizii și asamblare a Stației Spațiale Internaționale (3 ieșiri în spațiu).                                                                                     |
| 14 mai 2010        | STS-132  | Misiune de asamblare a Stației Spațiale Internaționale (3 ieșiri în spațiu). |
| 8 iulie 2011       | STS-135  | Misiune programată de furnizare de provizii și mentenanță a Stației Spațiale Internaționale.                                                                                              |